# 최승호 (언론인)
최승호(崔承浩, 1961년 12월 26일 ~ )는 대한민국의 언론인으로 제34대 문화방송 前 대표이사 사장이다. 현재는 해직 시절 설립한 뉴스타파에서 일하고 있다.

## 생애
1986년 MBC에 시사교양PD로 입사하였다. PD로서 《경찰청 사람들》, 《MBC 스페셜》, 《분단 반세기의 통치자들》, 《PD수첩》, 《삼김시대》, 《이제는 말할 수 있다》 등을 연출하였고 2003년부터 2년 간 전국언론노동조합 MBC 본부 위원장을 맡았으며, 2005년 《PD수첩》의 책임 프로듀서(CP) 겸 진행자가 되었다. 
2005년 황우석 교수의 논문조작의혹과 관련하여, 최초 제보를 받고 한학수 PD와 함께 조사 및 취재를 시작, 같은 해 12월 황우석 교수의 줄기세포 조작 의혹을 《PD수첩》에서 보도하여 큰 파장을 불러 일으켰다. 이 보도로 2006년 한국PD연합회가 주관하는 한국PD대상 '올해의 PD상'을 한학수 PD와 공동 수상하였다. 이후 2010년 4대강 사업과, '검사와 스폰서' 등 사회에 큰 파장을 불러일으킬만한 시사프로그램을 제작하여 2011년에 한국PD연합회가 주관하는 한국PD대상 ‘올해의 PD상'을 다시 한번 수상했다.
2012년 이명박 정권의 언론장악 시도에 맞서 전국언론노동조합 MBC 본부에서 일으킨 이른바 '180일 총파업'에 보직을 사퇴하고 평조합원으로서 적극 참여하던 와중에 같은 해 6월 20일, 26년간 근무한 MBC에서 해고 되었고, 이후 비영리 독립 언론 뉴스타파 앵커가 되었다. 국가정보원 간첩 조작 사건을 다룬 2016년 영화 《자백》을 연출하였고 이 영화는 제17회 전주국제영화제 코리아시네마스케이프 부문에 공식 초청되어 첫 선을 보였다. 2017년에는 이명박·박근혜 정권의 언론장악 실태를 다룬 영화 《공범자들》을 연출하였다.
2017년 12월 7일 방송문화진흥회 이사회에서 MBC 사장으로 내정되었으며, MBC 주주총회에서 사장으로 선임됨으로써 해직 5년 반만에 MBC에 사장으로 복귀하였다. 또한 사장 부임 전에는 경북대학교에서 같은 연극반으로 활동했던 인연으로 이창동 감독의 영화 《버닝》(2018년 5월 개봉)에 주인공 종수(유아인 분)의 아버지 역으로 3~4분가량 출연하여 대사 없는 연기를 선보이기도 했다. 이후 2020년 2월 사장 임기 종료와 함께 MBC를 떠나 현재 뉴스타파 프로듀서로 활동하고 있다.
2025년 《공범자들》 이후 8년 만에 새로 선보이는 다큐멘터리 영화 《추적》의 제작을 완료하고 같은 해 8월 6일 개봉하였다. 주제는 그가 2010년 《PD수첩》에서 처음 다룬 이후 15년 째 천착중인 이명박 정권의 4대강 사업의 문제점에 대한 정면 해부이다.

## 학력
- 경운중학교 졸업
- 영남고등학교 졸업
- 경북대학교 행정학과 학사

## 경력
- 1986년: MBC 입사
- 2003년: MBC 시사교양국 시사교양특임 차장
- 2003년 ~ 2005년 : 전국언론노동조합 부위원장, MBC본부 위원장
- 2005년: MBC TV 《PD수첩》 책임프로듀서
- 2005년: MBC 시사교양국 2CP CP
- MBC 시사교양국 부장
- 뉴스타파 앵커
- 뉴스타파 프로듀서
- 뉴스타파 부이사장
- 2017년 12월 7일 ~ 2020년 2월 23일: MBC 대표이사 사장
- 2018년 8월 1일 ~ 2020년 2월 23일: 한국방송협회 부회장
- 뉴스타파 프로듀서
- MBC저널리즘스쿨 탐사보도론 강사

## 기타

### 영화
- 2016년 《자백》 ... 감독/출연
- 2016년 《7년: 그들이 없는 언론》 ... 출연
- 2017년 《공범자들》 ... 감독
- 2018년 《버닝》... 용석 역
- 2025년 《추적》 ... 감독

## 수상
- 2006년 : 제18회 한국PD대상 올해의 PD상
- 2010년 : 제6회 환경재단 세상을 밝게 만든 사람들
- 2010년 : 제22회 안종필 자유언론상
- 2010년 : 제9회 송건호언론상
- 2011년 : 제23회 한국PD대상 올해의 PD상
- 2016년 : 제17회 전주국제영화제 다큐멘터리상
- 2016년 : 제17회 전주국제영화제 넷팩상
- 2016년 : 한국인터넷기자협회 참언론상
- 2017년 : 제17회 디렉터스컷 어워즈 올해의 비전상

## 가족 관계
- 아버지 최창현(2013년 작고)씨가 군인 출신이었다.